# Eckart Balz
Eckart Balz (* 1959) ist ein deutscher Sportwissenschaftler und Hochschullehrer.

## Leben
Balz studierte in Bielefeld und Marburg Sportwissenschaft, Biologie und Erziehungswissenschaft. Er legte das zweite Staatsexamen ab, schloss eine Promotion sowie eine Habilitation ab.
Er wirkte als Hochschullehrer an der Universität Bielefeld und hatte unter anderem in Münster Lehrstuhlvertretungen inne. Im Mai 1996 trat Balz eine Professorenstelle für Sportpädagogik an der Universität Regensburg an, im September 2000 wechselte er als Professor an den Arbeitsbereich Sportpädagogik der Bergischen Universität Wuppertal.
Bis Frühjahr 2008 war er stellvertretender Vorsitzender des Fakultätentages Sportwissenschaft. 2017 übernahm Balz bei der Deutschen Vereinigung für Sportwissenschaft das Amt des Vizepräsidenten für den Bereich Bildung. 2021 gab er das Amt ab.
Zu seinen Forschungsschwerpunkten zählen Planungsdidaktik, Aspekte des Schulsports sowie die Sportentwicklung, also „sämtlicher Veränderungen der Bewegungskultur im Zeitverlauf“. Er leitete unter anderem die Forschungsprojekte „Sportlehrer/-innen zwischen Anspruch und Wirklichkeit“ (1994/1995), „Schulsportprogramme zwischen Anspruch und Wirklichkeit“ (2000 bis 2006), „Gesundheitserziehung im Schulsport“ (1989 bis 1993) sowie „Bewegte Schule - Anspruch und Wirklichkeit“ (2000).